# Naic
Naic è una municipalità di seconda classe delle Filippine, situata nella Provincia di Cavite, nella Regione di Calabarzon.
Naic è formata da 30 baranggay:
- Bagong Karsada
- Balsahan
- Bancaan
- Bucana Malaki
- Bucana Sasahan
- Calubcob
- Capt. C. Nazareno (Pob.)
- Gomez-Zamora (Pob.)
- Halang
- Humbac
- Ibayo Estacion
- Ibayo Silangan
- Kanluran
- Labac
- Latoria

- Mabolo
- Makina
- Malainen Bago
- Malainen Luma
- Molino
- Munting Mapino
- Muzon
- Palangue 1
- Palangue 2 & 3
- Sabang
- San Roque
- Santulan
- Sapa
- Timalan Balsahan
- Timalan Concepcion